# Драмска мъжка гимназия
Драмската мъжка гимназия (на гръцки: Γυμνάσιο Αρρένων Δράμας) е емблематична училищна сграда в македонския град Драма, Гърция. Днес в сградата е Първа гимназия.
Гимназията е една от най-красивите училищни сгради в Гърция. Построена е в северозападния край на Драма, на края на улица „Митрополитис Хрисостомос“. Изграждането на сградата започва около 1927 – 1928 година и завършва в 1932 година, но училището започва да работи в едва в 1935 година. Сградата е изградена от камък, а колоните, трегерите и арките са бетонни.